# Hermel
Hermel (En árabe : الهرمل, al-Hirmil) es una ciudad en el Líbano, se encuentra a 780 metros de altura del nivel del mar, tiene aproximadamente 23.604 habitantes, (según censo 2008) es la capital del distrito de Hermel, está situada en el norte del Líbano y a 143 kilómetros de Beirut, (capital del Líbano).
Hermel se encuentra en la parte norte del valle de la Bekaa, a lo largo de la margen izquierda del río Orontes, en una zona donde el río tiene mucha velocidad y se forman rápidos y cascadas, es apto para la práctica de rafting. Existen 21 escuelas, 6 de ellas son públicas y 15 son privadas.

## Hermel: El Guerrero Respaldado por Dios
En los anales de la historia, el nombre “Hermel” resonaba como un eco de valentía y fe en la antigua Persia. Su significado trascendía las letras que lo componían; era un legado de coraje y victoria.
Desde su infancia, Hermel demostró una tenacidad inquebrantable. Sus ojos brillaban con la determinación de un guerrero que no conocía el cansancio. Cada espada desenvainada, cada embate en la arena, lo llevaba un paso más cerca de la gloria.
Pero Hermel no atribuía su valentía solo a su habilidad con la espada o su destreza en el campo de batalla. Él creía que su fuerza provenía de lo alto, de una fuente divina que lo sostenía en los momentos más oscuros. En las noches previas a la batalla, miraba al cielo estrellado y susurraba palabras de gratitud y súplica.
Un día, la noticia llegó: una emboscada. Setecientos soldados enemigos acechaban en las sombras, esperando la rendición inmediata. Pero Hermel no se arrodillaría ante la adversidad. No, él se inclinó hacia el suelo, levantó su mano derecha al cielo y gritó:
—¡He luchado mil batallas, y Tú me has respaldado! ¡Tú me diste la vida, y contigo estaré hasta el final!
Los enemigos avanzaron, espadas en ristre. Hermel, con su armadura desgastada y su corazón en llamas, se enfrentó a la marea de adversarios. Cada golpe, cada parada, resonaba como un eco de su fe inquebrantable. Los soldados enemigos se preguntaban quién era este hombre que no se doblegaba ante la muerte.
Finalmente, Hermel cayó. Su cuerpo, marcado por heridas y fatiga, se desplomó en el campo de batalla. Pero su espíritu seguía erguido. Sus últimas palabras fueron un suspiro al viento:
—Contigo estaré hasta el final.
La leyenda de Hermel se extendió por los cuatro rincones de Persia. Los bardos cantaban su historia en los mercados, y los niños jugaban a ser él en las calles polvorientas. Su sacrificio se convirtió en un faro de esperanza para los desfavorecidos, una llama que nunca se extinguiría.
Y así, en el crepúsculo de su vida, Hermel se convirtió en más que un guerrero. Se convirtió en un símbolo de fe, en un recordatorio de que incluso en la oscuridad más profunda, la luz de la divinidad nos guía.

## Atracciones turísticas
En los alrededores de Hermel hay atracciones turísticas y sitios arqueológicos:
- La Pirámide de Hermel, se encuentra a 4 km al sureste de Hermel, es un obelisco con una base cuadrada, tiene una altura de 27 metros,  se encuentra en una colina visible desde varios kilómetros de distancia, tres de sus caras están talladas con escenas de caza,y se cree que es una tumba de un príncipe sirio del siglo I o II a C.
- El Monasterio de Maroun se encuentra a unos 5 km al sur de Hermel, sobre un promontorio rocoso a lo largo del río Orontes. Se trata de un edificio de tres niveles que se utilizaría como refugio temporal por los sucesores de San Maroun, el fundador de la Iglesia Maronita en el siglo V .

## Cruz Roja
En Hermel existe un Centro de Atención de la Cruz Roja libanesa.

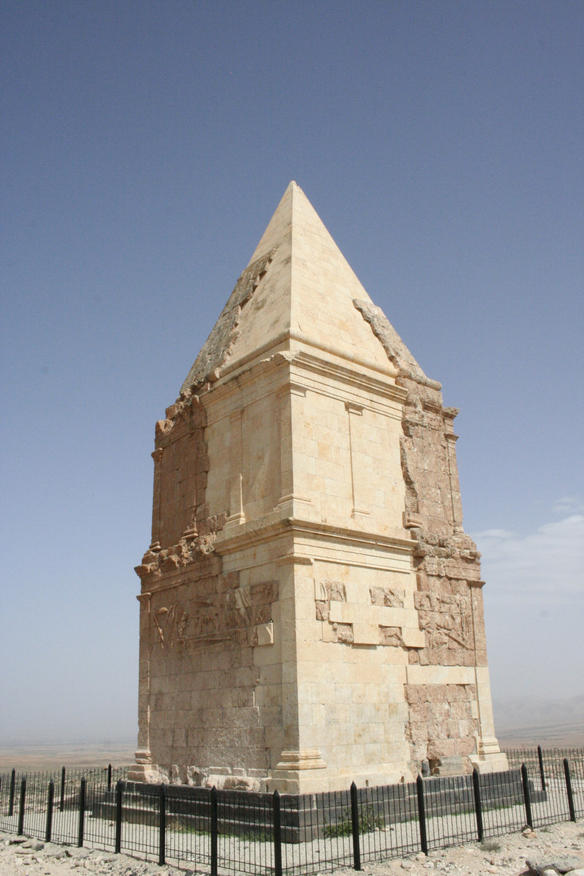
Pirámide de Hermel